# Тюркская Партия Децентрализации
«Тюркская Партия Децентрализации» (азерб. Türk Ədəmi-Mərkəziyyət Firqəsi), также известная как Партия Федералистов — политическая организация, сформированная весной 1917 года в Гяндже Насиб беком Усуббековым и другими политическими лидерами, имевшими связи в прошлом с организацией «Дифаи». Партия выступала за реструктуризацию Российской империи в федерацию автономных областей, что по мнению партии обеспечило бы развитие национальных компонентов России. Хотя во главе партии в основном состояли крупные землевладельцы, партия пользовалась широкой популярностью в Гянджинской провинции, так как поддерживало национальную азербайджанскую идентичность. 20 июня 1917 года Партия Федералистов объединилась с партией «Мусават».